# Північна протока (море Лаптєвих)
Півні́чна прото́ка (рос. Северный пролив) — протока в морі Лаптєвих. Відділяє російський Великий Бегічів острів на сході та Таймирський півострів на півночі. Глибина 31-32 м.
| Росія | Це незавершена стаття з географії Росії. Ви можете допомогти проєкту, виправивши або дописавши її. |